# Torneo de Róterdam 2008
El Torneo de Róterdam 2008 fue un torneo de tenis jugado en pista dura. Fue la 35.ª edición de este torneo y formó parte de los International Series Gold del ATP Tour 2008. Se celebró en el estadio Ahoy, en Róterdam (Países Bajos) desde el 18 de febrero hasta el 24 de febrero de 2008.
El cuadro estaba encabezado por el n.º 2 ATP y reciente semifinalista del Abierto de Australia 2008 Rafael Nadal, el ganador de Moscú 2007 Nikolái Davydenko y el finalista de la Tennis Masters Cup 2007 y cuartofinalista en el Abierto de Australia 2008 David Ferrer. También estuvieron presentes el ganador del Torneo de Chennai 2008 Mijaíl Yuzhny, Tomáš Berdych, Andy Murray, Juan Carlos Ferrero y Marcos Baghdatis.

## Campeones

### Individual
Michael Llodra vence a  Robin Söderling, 6–7(3), 6–3, 7–6(4)
- Fue el segundo título de Llodra en la temporada, y el 3.º de su carrera.

### Dobles
Tomáš Berdych /  Dmitri Tursúnov vencen a  Philipp Kohlschreiber /  Mijaíl Yuzhny, 7–5, 3–6, 10–7